# Monograptus
Genre
Monograptus est un genre fossile de la classe des graptolites présent durant le Silurien et le Dévonien. Excellent fossile stratigraphique, Monograptus est un organisme marin planctonique.

## Description
Les colonies de graptoloïdes appartenant au genre Monograptus sont « unisériées », c'est-à-dire que les loges (ou thèques) sont alignées le long du canal axial suivant une seule rangée.
La forme de la colonie varie suivant les espèces (droite, courbe, spiralée, turriculée…).
Les loges, ou thèques, sont issues de la loge initiale (« sicula ») par bourgeonnement. Suivant les espèces, l'ouverture des thèques est simple ou ornée d'épines.